# Hartshorne (Derbyshire)
Hartshorne è un villaggio e parrocchia civile dell'Inghilterra, appartenente alla contea del Derbyshire.